# Pavel Mahrer
Pavel Mahrer, německy Paul Mahrer, přezdíván „Aule“ (22. května 1900 Teplice – 18. prosince 1985 Los Angeles), byl fotbalista, záložník židovského původu hrající v německých klubech v meziválečném Československu, československý reprezentant a olympionik.

## Původ a mládí Pavla Mahrera
Pavel Mahrer se narodil 22. května 1900 v Teplicích jako druhý syn židovského obchodníka Sigmunda Mahrera a jeho ženy Berthy (rozené Taussigové). Jeho rodiče tehdy bydleli v Andrassy strasse (dnes Sovova). Většinu dětství ale Mahrer bydlel v domě č. 1 na Hohenlohe strasse (dnes Jiřího Wolkera, č. p. 2463/38). Mahrer měl dva bratry: staršího Kurta a mladšího Otu.
V roce 1918 narukoval Mahrer do Rakousko-uherské armády a byl poslán na italskou frontu. Zde se zúčastnil bitvy u Vittorio Veneta, během níž byl 27. října zajat Brity. Následně byl internován v britském zajateckém táboře, kde se stal součástí fotbalového týmu vězňů. Dle rodinné legendy zde měl dokonce podávat tak dobré výkony, že ho velitel tábora odměnil kožený kopačkami.

## Fotbalová kariéra

### Začátek fotbalové kariéry
Po svém návratu z války vstoupil Pavel Mahrer roku 1919 do německého fotbalového klubu Teplitzer FK 1903. Hřiště tohoto klubu se jmenovalo Na Drožďárně a nacházelo se v Teplicích v Dubské ulici. Během svého působení v tomto klubu získal Mahrer přezdívku "Aule", což je zřejmě zdrobnělina z Paul.
Roku 1922 vyjela osmnáctičlenná výprava teplických fotbalistů do Jižní Ameriky na fotbalové turné. Jedním z účastníků této akce byl i Mahrer. Výprava vyplula na parníku Zeelandia 5. července z Rotterdamu a po třítýdenní plavbě dorazila do uruguayského Montevidea. Odtud pak tepličtí pokračovali do Buenos Aires, kde sehráli tři zápasy. Nejprve remizovali s místním městským výběrem 1:1 a pak sehráli dvě remízy i s argentinskou reprezentací (1:1 a 3:3). Po tomto přesvědčivém výkonu se hráči Teplitzeru odebrali zpět do Montevidea, kde podlehli uruguayského reprezentaci 0:2. Přesto zanechali velmi dobrý dojem a vedoucí výpravy Dr. Stein byl dokonce pozván na hodinovou audienci k uruguayskému prezidentovi. Po sehrání posledního zápasu v Brazílii (4:5) se výprava v říjnu vrátila domů.

### Přestup do DFC Prag a reprezentační kariéra
Po návratu z Jižní Ameriky přestoupil Pavel Mahrer do pražského fotbalového klubu DFC Prag a přestěhoval se natrvalo do Prahy. Pavel Mahrer se během svého angažmá stal jednou z hlavních tváří tohoto klubu, což dokládají i časté zmínky v novinách pražských Němců Prager Tagblatt.
V době svého pražského působení byl Mahrer také povolán do československé reprezentace. Celkem odehrál mezi lety 1923-1926 šest zápasů. Vrcholem jeho reprezentační kariéry se staly Olympijské hry roku 1924, konané v Paříži. Československá reprezentace zde dokázala porazit výběr Turecka (5:2), v dalším zápasu už ale podlehla Švýcarům 0:1 a byla vyřazena. Jedním z Mahrerových spoluhráčů byl tehdy i František Plánička, se kterým navázal celoživotní přátelství.

### Zámořské angažmá
V roce 1926 byl Mahrer osloven manažerem newyorkského týmu Brooklyn Wanderers Adgarem, který mu nabídl půlroční kontrakt za 500 USD. Mahrer tuto nabídku přijel a od 1. ledna 1927 do léta téhož roku hrál za tento klub. Jedním z jeho spoluhráčů byl i slavný maďarský fotbalista Béla Guttmann. Tým Brooklyn Wanderers skončil po sezóně sedmý.
Po ukončení kontraktu se Mahrer vrátil do Prahy a další sezónu odehrál za DFC. V prosinci 1929 se ale opět přesunul do New Yorku a další tři sezóny pak hrál za židovský klub Hakoah All-Stars. S tímto klubem Mahrer sehrál několik zápasů i mimo území Spojených států amerických, například v roce 1931 v Kostarice. Kvůli velké hospodářské krizi, která vypukla v říjnu 1929 se ale americké kluby postupně dostávaly do finančních problémů, takže se Mahrer musil v roce 1932 vrátit zpět do Československa.

### Závěr kariéry
Po svém návratu do vlasti hrál Mahrer chvíli za Teplitzer FK, ale již 1. čerevnce 1933 opět přestoupil do DFC Prag. Za tento klub pak odehrál další tři sezóny. Po sezóně 1935/36 se ale Mahrer nakonec rozhodl ukončit svou úctyhodnou sedmnáctiletou sportovní kariéru.

## Ligová bilance
| Ročník                        | Zápasy | Góly | Klub         |
| ----------------------------- | ------ | ---- | ------------ |
| Asociační liga 1925           | 8      | 1    | DFC Prag     |
| 1. asociační liga 1932/33     | -      | 0    | Teplitzer FK |
| Státní liga 1934/35           | -      | 0    | DFC Prag     |
| Státní liga 1935/36           | -      | 0    | DFC Prag     |
| CELKEM 1. československá liga | 55     | 1    |              |

## Osobní život
V roce 1922 se Mahrer v Praze oženil s Betty Guttmannovu, dcerou rabína a kantora Pinkasovy synagogy Barucha Guttmanna. 22. října 1926 se manželům Mahrerovým narodil prvorozený syn Peter. Během Pavlova amerického angažmá s ním do USA odjela i manželka se synem. Druhý syn Jerome se narodil v New Yorku 19. června 1929 a automaticky tak získal americké občanství.

## Oběť nacistů
Po ukončení fotbalové kariéry založil Mahrer obchodní společnost věnující se prodeji košil. Obchod se spolu s bytem Mahrrerových nacházel v Praze ve Vězeňské ulici 6. V domě s nimi bydlela ještě rodina Mahrerova švagra Simona Guttmanna.
Po odstoupení Sudet utekli do Prahy Mahrerovy tepličtí příbuzní, které u sebe Mahrer ubytoval. Během druhé světové války byly členové domácnosti postupně zařazováni do transportů do koncentračního tábora Terezín. Pouze Mahrerova užší rodina byla nějakou dobu chráněna díky Jeromeho americkému občanství. V roce 1942 ale byl Mahrer zatčen kvůli svým aktivitám na černém trhu, kde sháněl jídlo pro rodinu. Následující rok strávil ve vězení a 9. června 1943 byl poslán do Terezína. Zde mu bylo díky jeho předválečné slávě přiděleno protekční místo pomocníka v kuchyni,. V letech 1943-44 se pak Mahrer podílel na tzv. terezínské lize, kde působil jako hrající trenér týmu Fleisher (Řeznící). Dalšími významnými hráči této ligy byli například Fritz Taussig, Jiří Taussig (Tesař) či Ignác (Naci) Fischer. V mládežnické lize pak vynikal jako brankář Arnošt Lustig, se kterým se Mahrer spřátelil. Mahrerovi se nakonec podařilo vyhnout transportu do vyhlazovacího tábora a v květnu 1945 se dočkal osvobození Rudou armádou.
Betty Mahrerová byla i se svými dětmi zatčena roku 1943. Jerome a Peter byli internování v zajateckém táboře v Tittmoningu, jejich matka pak v podobném zařízení v Biberachu. V únoru 1945 se všichni tři stali součástí výměny vězňů a byli poslání do Švýcarska, odkud je americká armáda eskortovala do Marseille. Zde nastoupili na loď a odpluli do New Yorku.

## Emigrace a zbytek života
V roce 1946 emigroval do USA i Mahrer a znovu se shledal se svou rodinou. Později žil v New Yorku a pracoval pro firmu vyrábějící papírová přání. Minimálně dvakrát (v letech 1966 a 1968) také navštívil Prahu, kde se setkal s Pláničkou a Lustigem. Po odchodu do důchodu se i se svou ženou Betty přestěhoval do Kalifornie za synem Peterem. Pavel Mahrer zemřel po krátké nemoci 18. prosince 1985. Jeho žena zemřela 2. ledna 1990 a oba byli pohřbeni v Santa Monice.